# 郝吉明
郝吉明（1946年8月25日—），男，汉族，山东梁山人，中国环境工程专家，清华大学环境科学与工程研究院院长，教授、博士生导师。

## 生平
1970年毕业于清华大学，1981年获清华大学核环境工程硕士学位，1984年取得美国辛辛那提大学博士学位。

## 荣誉
2005年当选中国工程院院士。
2018年，因“领导大气污染防治理论、战略和技术的研究及实施”当选美国国家工程院外籍院士。

## 社会兼职
- 北京灰霾防治合作交流协会会长[2]